# Polițist, adjectiv
Polițist, adjectiv este un film polițist românesc, (dramă) realizat de regizorul Corneliu Porumboiu, în anul 2009, premiat pentru cel mai bun film, regie și scenariu la Galele Gopo din 2010.

## Prezentare
Filmul „Politist, adjectiv” este o dramă realizată la Vaslui, orașul natal al regizorului Corneliu Porumboiu. Prezintă povestea lui Cristi, un polițist dintr-un oraș de provincie, care investighează cazul unui licean, urmărit pentru trafic de droguri. Pe parcursul investigației, polițistul își dă seama că nu mai crede în meseria sa. El nu vrea să rezolve cazul, crezând că legea se va schimba și n-ar dori să aibă pe conștiință viața unui tânăr.

## Fișă tehnică
- Regia: Corneliu Porumboiu
- Scenariul: Corneliu Porumboiu
- Producător: Dan Burlac
- Imaginea:
- Sunetul: Alexandru Dragomir, Sebastian Zsemlye
- Decorurile:
- Durata: 115 minute
- Genul: Dramă

## Distribuția
- Dragoș Bucur - Cristi
- Vlad Ivanov - Anghelache
- Irina Săulescu - Anca
- Ion Stoica -  nelu
- Ian Raiburg (compozitor, interpret) - muzica, Ce seară minunată

## Primire
Filmul a fost vizionat de 12.186 de spectatori în cinematografele din România, după cum atestă o situație a numărului de spectatori înregistrat de filmele românești de la data premierei și până la data de 31 decembrie 2014 alcătuită de Centrul Național al Cinematografiei.

## Premii
- Filmul lui Corneliu Porumboiu, Polițist, adjectiv a fost distins la Festivalul de la Cannes, la 23 mai 2009, cu Premiul FIPRESCI și cu Premiul Juriului, pentru secțiunea Un Certain Regard.[2][3][4]
- Filmul „Polițist, adjectiv” a câștigat Marele Premiu la Festivalul Internațional de Film Transilvania (TIFF), de la Cluj-Napoca, 2009[5].
- Mențiunea specială a juriului la cea de-a 20-a ediție a Festivalului de Film de la Ljubljana, Slovenia, 2009.[6]
- Premiul pentru cel mai bun lungmetraj la Festivalul l'Alternativa - Barcelona, 2009.[7]
- Premiul trofeul Taurul de Aur la cea de-a XV-a ediție a Festivalului pe roți, Artvin-Turcia, 2009[8]
- Gopo pentru cel mai bun film de lung metraj în 2010.